# Kittilä
Kittilä é um município da Finlândia situado na Lapônia (província da Finlândia).